# سيلفيو لونغ جونيور
سيلفيو لونغ جونيور (بالرومانية: Silviu Lung Jr.)‏ (مواليد 4 يونيو 1989) هو لاعب كرة قدم روماني لعب سابقاً في نادي الرائد السعودي. و يلعب مع منتخب رومانيا لكرة القدم. سبق له أن لعب في بطولة أمم أوروبا لكرة القدم 2016 مع منتخب بلاده.

## روابط خارجية
- سيلفيو لونغ جونيور على موقع الاتحاد الأوربي (الإنجليزية)
- سيلفيو لونغ جونيور على موقع اتحاد تركيا (لاعب) (الإنجليزية)
- سيلفيو لونغ جونيور على موقع قاعدة بيانات كرة القدم.إي يو (الإنجليزية)
- سيلفيو لونغ جونيور على موقع ناشيونال فوتبول تيمز (الإنجليزية)
- سيلفيو لونغ جونيور على موقع Soccerway.com (الإنجليزية)
- سيلفيو لونغ جونيور على موقع عالم كرة القدم.نت (الإنجليزية)
- سيلفيو لونغ جونيور على موقع AS.com (الإسبانية)